# Bibliomania

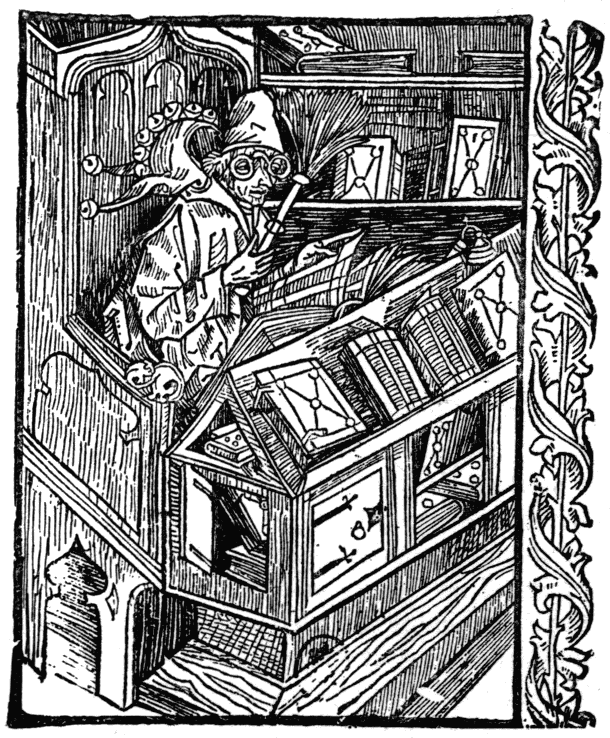
Xilografia del bibliòman boig, del llibre La Nau dels ximplets, Sebastian Brant, Basilea, 1498.

La bibliomania és el desig intens i immoderat de posseir llibres, especialment rars. A la vegada, també és anomenada així la passió per tenir molts llibres rars o de tal o qual ram, més per mania que per instruir-se, així com la passió exagerada per tenir molts llibres.
També és la passió morbosa per posseir llibres de qualsevol matèria, singularment rars i curiosos. Per il·lustrar una de les facetes d'aquesta passió avassagadora, recordarem la famosa 'Llegenda del llibreter assassí de Barcelona", de Ramon Miquel y Planas (Barcelona, 1928). Ignorem si dita narració és real o no —se suposa que és pura llegenda—, però el que sí que és real és la mania de comprar i posseir llibres d'una manera desenfrenada. Hem vist i vivim innumerables casos que farien prolixa aquesta descripció, i ens limitarem, per tant, a recordar un cas recent ocorregut a Barcelona: un dentista d'una barriada de la Ciutat Comtal tenia una afecció tan gran a la compra de llibres que no passava un dia sense que arribés a casa amb una bona càrrega de llibres, fins al punt que en poc temps va omplir de paper tots els pisos de casa seva, i es va veure obligat a apuntalar la casa davant del perill que s'ensorrés.
Costum ja cultivat a la Roma i Grècia antigues, ha tingut adeptes en totes les èpoques, i per descomptat també avui dia. Hi ha qui adquireix llibres segons la grandària, el color de les cobertes (especialment del llom), la decoració, etc., i fins i tot l'espai lineal ocupat en una llibreria per la totalitat dels volums d'una col·lecció.
Una persona afectada de bibliomania o que pateix bibliomania es diu bibliòman o bibliòmana.